# Добровольский, Борис Михайлович
Не следует путать с дореволюционным музыковедом Иваном Викентьевичем Добровольским
Борис Михайлович Добровольский (11 (24) декабря 1914, Порт-Петровск, Дагестанская область, Российская империя — 8 июня 1976, Ленинград, РСФСР, СССР) — русский советский учёный-музыковед
 и фольклорист, композитор.

## Биография
Родился в 1914 году в Порт-Петровске (ныне Махачкала). Образование: историко-теоретический факультет Ленинградской консерватории (1951). В 1951—67 годах — научный сотрудник сектора фольклора Института русской литературы АН СССР, с 1967 года — сотрудник Ленинградского института театра, музыки и кинематографии.
В течение многих лет занимался сбором русских народных песен, выезжал в этнографические экспедиции по различным областям РСФСР. Занимался расшифровкой аудиозаписей фольклорных материалов, чему был посвящён курс, который Добровольский читал студентам Ленинградской консерватории. С 1959 по 1967 году заведовал архивом фонограмм (аудиоархивом) в секторе фольклора ИРЛИ РАН, где в то время работал.
Скончался Б. М. Добровольский в 1976 году в Ленинграде.

## Избранные сочинения
- О нотных записях в Сборнике Кирши Данилова (в книге: Древние российские стихотворения, собранные Киршею Даниловым), М.-Л., 1958
- О напевах исторических песен XIII-XVI вв. (в книге: Исторические песни XIII-XVI вв.), М.-Л., 1960
- Работа А. М. Листопадова над песенным фольклором донских казаков (в сборнике: Народная устная поэзия Дона), Ростов-на-Дону, 1963
- О напевах мезенских песен (в сборнике: Песенный фольклор Мезени), Л., 1967
- Предисловие и комментарий к сочинению М. А. Балакирева «Записки кавказской народной музыки» (в сб.: «М. А. Балакирев. Воспоминания и письма»), 1962
- Сборник «Былины. Русский музыкальный эпос» (совместно с В. В. Каргузаловым), 1981
- И др.